# باغ کتاب ملک
باغِ کتابِ مَلِکِ ولنجک محلی برای امانت رایگان کتاب در شهر تهران است. این مجموعه بدون درخواست هیچ هزینه یا ضمانتی به همه مراجعه کنندگان کتاب امانت می دهد. مؤسس باغ کتاب ملک ولنجک آقای ملک است که سابقه سالها فعالیت در زمینه نشر و کتابفروشی را در کارنامه کاری خود دارد. آقای ملک که زاده شهر تبریز است، فارغ التحصیل رشته کتابداری در مقاطع کارشناسی و کارشناسی ارشد است و زندگی خود را وقف فرهنگ کتابخوانی کرده است. آقای ملک "باغ کتاب ملک ولنجک" را به یاد مادر و پدرش راه اندازی کرده و با هدف ترویج اعتماد در جامعه هیچ شرایطی برای امانت دادن به روزترین و با کیفیت ترین کتابهای ایران و جهان به مردم قرار نداده است. باغ کتاب ملک ولنجک امروزه به یکی از مراکز گردشگری شهر تهران بدل شده و همه روزه افراد مختلف برای عکاسی به این مکان زیبا و سرسبز مراجعه می کنند. مردم با اهدای کتاب ، باغ کتاب ملک ولنجک را در جهت خدمت رسانی هرچه بهتر یاری می کنند. 

## شرایط و مشخصات
آدرس باغ کتاب ملک ولنجک: تهران، بلوار دانشجو، میدان گلریزان، خیابان گلستان دوم، مرکز تجاری ولنجک، واحد ۱۰۴ 
باغ کتاب ملک ولنجک تنها یک شعبه دارد و صرفاً به صورت حضوری به افراد کتاب امانت می دهد. 
هر نفر که ساکن تهران باشد و به باغ کتاب ملک ولنجک مراجعه کند می تواند تا شش جلد کتاب امانت بگیرد و تا شش ماه فرصت دارد کتابها را مطالعه کرده و به مجموعه بازگرداند. 
هر نفر که ساکن شهرهایی غیر از تهران باشد و به باغ کتاب ملک ولنجک مراجعه کند می تواند تا ۸ جلد کتاب امانت بگیرد و تا ۸ ماه فرصت دارد که کتابها را مطالعه کرده و به مجموعه بازگرداند. 
هر نفر که ساکن خارج از ایران باشد و به باغ کتاب ملک ولنجک مراجعه کند می تواند تا ۸ جلد کتاب امانت بگیرد و تا یکسال فرصت دارد که کتابها را مطالعه کرده و سپس آنها را به مجموعه بازگرداند. 
باغ کتاب ملک ولنجک همه روزه از ساعت ۱۰ صبح تا ۹ شب یکسره باز است و در رابطه با برنامه کاری خود در ایام تعطیل از طریق صفحه اینستاگرام اطلاع رسانی می کند. 